# Bobbarlanka
Bobbarlanka är en ort i Indien.   Den ligger i distriktet Guntūr och delstaten Andhra Pradesh, i den södra delen av landet, 1 500 km söder om huvudstaden New Delhi. Bobbarlanka ligger 9 meter över havet och antalet invånare är 754.
Terrängen runt Bobbarlanka är mycket platt. Runt Bobbarlanka är det ganska tätbefolkat, med 111 invånare per kvadratkilometer. Närmaste större samhälle är Avanigadda, 8,7 km norr om Bobbarlanka. Trakten runt Bobbarlanka består till största delen av jordbruksmark.